# Sergio Rico
Sergio Rico González (Sevilha, 1 de setembro de 1993) é um futebolistaespanhol que atua como goleiro. Atualmente está no Al-Gharafa.

## Carreira

### Sevilla
Sergio Rico começou nas categorias do Sevilla, ainda em 2006, ficando cinco anos nas canteras do clube andaluz. Em 2011, se profissionalizou atuando pela equipe Sevilla B, na Segunda Division.

### Paris Saint-Germain
Em Agosto de 2019 foi contratado pelo Paris Saint-Germain. Em 05 de agosto de 2020, foi comprado em definitivo pelo clube e assinou contrato até 2024.
Em 28 de maio de 2023, Sergio sofreu um acidente ao ser atropelado por um cavalo. Sergio passou 82 dias no hospital, 26 deles em coma induzido, e perdeu 18 quilos de peso.

### Al-Gharafa
No dia 29 de setembro de 2024, Sergio Rico foi anunciado como novo reforço do Al-Gharafa, do Catar.

## Seleção
Rico foi chamado para a Seleção Espanhola de Futebol, na Euro 2016, na França. Na oportunidade foi o terceiro goleiro da equipe.

## Títulos
Sevilla
- Liga Europa da UEFA: 2014–15, 2015–16.
- Supercopa Euroamericana: 2016

Paris Saint-Germain
- Campeonato Francês: 2019–20, 2021–22, 2022–23
- Copa da Liga Francesa: 2019–20
- Copa da França: 2019–20, 2020–21